# Jolitontic
Jolitontic är en ort i Mexiko.   Den ligger i kommunen Chalchihuitán och delstaten Chiapas, i den sydöstra delen av landet, 700 km öster om huvudstaden Mexico City. Jolitontic ligger 1 134 meter över havet och antalet invånare är 884.
Terrängen runt Jolitontic är bergig västerut, men österut är den kuperad. Terrängen runt Jolitontic sluttar norrut. Runt Jolitontic är det ganska tätbefolkat, med 134 invånare per kvadratkilometer. Närmaste större samhälle är El Bosque, 8,9 km väster om Jolitontic. Omgivningarna runt Jolitontic är en mosaik av jordbruksmark och naturlig växtlighet.